# Somebody's Watching Me
«Somebody's Watching Me» es una canción grabada por el cantante estadounidense Rockwell, publicado por el sello discográfico Motown en 1984, como el sencillo principal de su primer álbum de estudio del mismo nombre. Cuenta con voces invitadas de Michael Jackson (en el estribillo) y Jermaine Jackson (voces adicionales). La canción se convirtió en un gran éxito comercial a nivel internacional, encabezando las listas en España, Australia y Suecia, y alcanzando el top 5 en Noruega, Alemania Occidental, Reino Unido, México, Canadá, Turquía, Irlanda y los Estados Unidos.

## Antecedentes y composición
Rockwell es hijo del CEO de Motown, Berry Gordy. En el momento de la grabación, Rockwell estaba separado de su padre y vivía con Ray Singleton, la exesposa de su padre y la madre de su medio hermano mayor, Kerry Gordy. Singleton se desempeñó como productora ejecutiva del proyecto y ocasionalmente le tocaba algunas pistas de demostración a Berry. Kerry estaba menos que entusiasmado con la música de Rockwell hasta que escuchó el sencillo con la voz familiar de Michael Jackson destacada en los coros.
«Somebody's Watching Me» fue compuesta en un compás de 4
4 con un tempo de 124 pulsaciones por minuto y está escrita en la tonalidad de do menor. Las voces van desde C4 a C5.
Producida por Curtis Anthony Nolen, la canción presentaba coros hechos de Michael Jackson y Jermaine Jackson, con Alan Murray en la percusión.

## Posicionamiento

### Gráficas semanales
| Gráfica (1984)                                   | Pico de posición |
| ------------------------------------------------ | ---------------- |
| Australia (Kent Music Report)                    | 12               |
| Austria (Ö3 Austria Top 40)                      | 14               |
| Bélgica (Flandes) (Ultratop 200 Albums)          | 1                |
| Canadá (RPM Top Singles)                         | 2                |
| Países Bajos (Single Top 100)                    | 4                |
| Países Bajos (Nederlandse Top 40)                | 2                |
| Finlandia (Suomen virallinen lista)              | 14               |
| Francia (IFOP)                                   | 1                |
| Irlanda (Irish Singles Chart)                    | 6                |
| Italia (Musica e dischi)                         | 14               |
| Nueva Zelanda (RMNZ)                             | 5                |
| Noruega (VG-lista)                               | 7                |
| Sudáfrica (Springbok Radio)                      | 5                |
| España (PROMUSICAE)                              | 1                |
| Suecia (Sverigetopplistan)                       | 4                |
| Suiza (Schweizer Hitparade)                      | 3                |
| Reino Unido (UK Albums Chart)                    | 6                |
| Estados Unidos (Billboard Hot 100)               | 2                |
| Estados Unidos (Billboard Hot R&B/Hip-Hop Songs) | 1                |
| Estados Unidos (Billboard Dance Club Songs)      | 2                |
| Estados Unidos (Billboard Mainstream Rock)       | 3                |
| Estados Unidos (Cashbox Top 100)                 | 31               |
| Alemania (Official German Charts)                | 2                |

| Gráfica (2021)                      | Pico de posición |
| ----------------------------------- | ---------------- |
| Canadá (Billboard Canadian Hot 100) | 39               |
| Mundo (Billboard Global 200)        | 35               |
| Reino Unido (UK Singles Chart)      | 47               |

### Gráfica de fin de año
| Gráfica (1984)                                   | Pico de posición |
| ------------------------------------------------ | ---------------- |
| Bélgica (Flandes) (Ultratop 200 Albums)          | 13               |
| Canadá (RPM Top Singles)                         | 28               |
| Francia (IFOP)                                   | 47               |
| Países Bajos (Single Top 100)                    | 46               |
| Países Bajos (Nederlandse Top 40)                | 16               |
| Estados Unidos (Billboard Hot 100)               | 26               |
| Estados Unidos (Billboard Hot R&B/Hip-Hop Songs) | 12               |
| Estados Unidos (Cashbox Top 100)                 | 21               |
| Alemania (Official German Charts)                | 46               |

## Certificaciones y ventas
| País                            | Certificación | Ventas    |
| ------------------------------- | ------------- | --------- |
| Canadá (Music Canada)           | Oro           | 50,000    |
| Estados Unidos (RIAA)           | Oro           | 1,000,000 |
| Estados Unidos (RIAA) (Digital) | Oro           | 500,000   |

## Versión de DJ BoBo
DJ BoBo basó su sencillo de 1992, «Somebody Dance with Me», en «Somebody's Watching Me» con nuevas letras y rap. El sencillo de DJ BoBo alcanzó el puesto #1 en Suecia y Suiza, y el Top 5 en Austria, Finlandia, Alemania, los Países Bajos y Noruega. En 2012, Remady hizo un remix del éxito titulado «Somebody Dance With Me (Remady 2013 Mix)» de DJ BoBo con Manu-L. Publicado a principios de 2013, se ubicó en Schweizer Hitparade, alcanzando el puesto #4. La mezcla se realizó en el vigésimo aniversario del éxito inicial de DJ BoBo en noviembre de 1992.

## Versión de Beatfreakz
En 2006, el grupo neerlandés Beatfreakz realizó una versión de «Somebody's Watching Me», que alcanzó el top 10 en distintos países como Bélgica, Finlandia, Irlanda, Nueva Zelanda y Reino Unido.

### Lista de canciones
| Sencillo CD (Países Bajos) |                                                     |          |  |
| N.º                        | Título                                              | Duración |  |
| 1.                         | «Somebody's Watching Me» (Hi_Tack radio edit)       |          |  |
| 2.                         | «Somebody's Watching Me» (Hi_Tack remix)            |          |  |
| 3.                         | «Somebody's Watching Me» (Dennis Christopher remix) |          |  |
| 4.                         | «Somebody's Watching Me» (E-Craigs 2006 mix)        |          |  |
| 5.                         | «Somebody's Watching Me» (BeatFreakz Clubmix)       |          |  |
| 6.                         | «Somebody's Watching Me» (Ian Carey club mix)       |          |  |

### Posicionamiento en listas
| Lista (2006)                                | Mejor posición |
| ------------------------------------------- | -------------- |
| Australia (ARIA)                            | 38             |
| Bélgica (Flandes) (Ultratip Bubbling Under) | 6              |
| Bélgica (Valonia) (Ultratip Bubbling Under) | 4              |
| Bélgica (Ultratop 50 Dance Flanders)        | 17             |
| Bélgica (Ultratop 50 Dance Wallonia)        | 17             |
| Bélgica (Flandes) (Ultratop 50)             | 28             |
| CEI (Tophit)                                | 4              |
| República Checa (Rádio Top 100)             | 14             |
| Unión Europea (Eurochart Hot 100)           | 11             |
| Francia (SNEP)                              | 18             |
| Finlandia (OFC)                             | 7              |
| Alemania (Offizielle Deutsche Charts)       | 41             |
| Hungría (Dance Top 40)                      | 10             |
| Irlanda (IRMA)                              | 5              |
| Países Bajos (Dutch Top 40)                 | 12             |
| Países Bajos (Mega Single Top 100)          | 21             |
| Nueva Zelanda (Recorded Music NZ)           | 7              |
| Rumania (Romanian Top 100)                  | 28             |
| Russia Airplay (TopHit)                     | 3              |
| Escocia (Scottish Singles Sales Chart)      | 3              |
| Suiza (Schweizer Hitparade)                 | 65             |
| Reino Unido (UK Singles Chart)              | 3              |
| Reino Unido (UK Dance Chart)                | 1              |
| Lista (2023)                                | Mejor posición |
| Polonia (Polish Airplay Top 100)            | 66             |

| Lista (2006)                | Posición |
| --------------------------- | -------- |
| CIS (TopHit)                | 39       |
| Países Bajos (Dutch Top 40) | 94       |
| UK Singles (OCC)            | 42       |
| Russia Airplay (TopHit)     | 36       |

### Certificaciones
| País        | Certificación | Ventas  |
| ----------- | ------------- | ------- |
| Reino Unido | Plata         | 200 000 |

### Historial de lanzamientos
| País        | Fecha               | Formato | Discográfica      | Ref.   |
| ----------- | ------------------- | ------- | ----------------- | ------ |
| Reino Unido | 1 de mayo de 2006   | CD      | Data              | [ 70 ] |
| Australia   | 26 de junio de 2006 | CD      | Ministry of Sound | [ 71 ] |